# Jeroen Toussaint
Jeroen Toussaint (19?) is een Nederlands vakbondsman en activist.
Toussaint is voorzitter van de Groep Marxisten-Leninisten/Rode Morgen, een maoïstische vereniging die een afsplitsing is van de KEN. Ook was hij kaderlid van de FNV.
In 1997 kwam Toussaint landelijk in het nieuws toen hij als voorzitter van de ondernemingsraad van de Stichting Samenwerkende Havenbedrijven (SHB) een wilde staking organiseerde. Na deze staking werd Toussaint ontslagen. Hij vocht zijn ontslag aan bij de Rotterdamse rechtbank - zonder succes.